# 6 janvier 1971
Le mercredi 6 janvier 1971 est le 6e jour de l'année 1971.

## Naissances
- Álvaro Misael Alfaro, joueur de football salvadorien
- Andrzej Piaseczny, acteur polonais
- Benoît Labannierre, humoriste français
- Choi Moon-sik, joueur de football sud-coréen
- Darius Maskoliūnas, joueur de basket-ball lituanien
- Francisco Cerezo, coureur cycliste espagnol
- Franco Cavegn, skieur alpin suisse
- Greg Szlapczynski, auteur, compositeur, interprète
- Karin Slaughter, écrivain américaine
- Leena Yadav, cinéaste indienne
- Nada Cristofoli, cycliste italienne
- Rita Ináncsi, athlète hongroise
- Rob Valicevic, joueur de hockey sur glace américain
- Stéphane Joulin, handballeur français
- Vladislav Bobrik, cycliste russe

## Décès
- Jorge Barbosa (né le 25 mai 1902), poète et écrivain cap-verdien

## Événements
- Début du Classic de Stanford 1971